# Pilosos
Els pilosos (Pilosa, 'peluts' en llatí) formen un ordre de mamífers euteris. Avui dia només es troben a les Amèriques. Inclou els formiguers gegants i els peresosos.
Els orígens d'aquest ordre es remunten al Paleocè (fa uns seixanta milions d'anys, poc temps després de l'era dels dinosaures). La presència d'aquests animals a Nord-amèrica s'explica pel gran intercanvi americà.